# NGC 4044
NGC 4044 é uma galáxia elíptica (E) localizada na direcção da constelação de Virgo. Possui uma declinação de -00° 12' 45" e uma ascensão recta de 12 horas, 02 minutos e 29,4 segundos.
A galáxia NGC 4044 foi descoberta em 1 de Janeiro de 1786 por William Herschel.